# 丸山桂里奈
丸山桂里奈（日语：／ Maruyama Karina，1983年3月26日—），日本女藝人，前日本女子足球運動員，司職前鋒，最後效力於日本女子足球聯賽的Sperenza FC大阪高槻，所屬經理人公司為Horipro。2020年9月初和曾入選日本男子國家隊的本並健治結婚。

## 職業生涯
丸山桂里奈出生於東京都大田區，於小學時期開始接觸足球運動；曾於1997年的第18屆全日本女子足球錦標賽出場。
2002年起就讀於日本體育大學，在該時期曾代表校隊獲得兩次全日本大學女子足球錦標賽的冠軍，並同時首次入選日本國家女子足球隊。其後，丸山在2003年女足世界杯及2004年雅典奧運出場。
2005年以半職業選手身份就職於東京電力，同時加入女子足球隊東京電力海風。當年以8球的成績獲得最佳新人王。2008年，丸山代表日本參與北京奧運。
2009年季尾正式離開東京電力，並同時離職。2010年，丸山正式轉為職業選手，加盟美國女子職業足球聯賽的Philadelphia Independence，出賽4場。其後回國，同年9月17日加盟千葉市原女子隊，2012年轉會至Sperenza FC大阪高槻。
2011年曾因發表對福島第一核電站的相關言論而遭到各界批評，最終需要出面道歉。同年7月在德國的女足世界杯八強賽中，丸山在延長賽中射入致勝一球，協助日本淘汰德國晉級四強，最終更首次成功奪冠。其後獲得大型藝能公司Horipro的青睞，簽署了經理人合約。
但是在2011年9月出戰倫敦奧運亞洲區預選賽時不慎導致右膝前十字韌帶重傷，經過手術及康復治療成功後，於2012年4月重返球場；最終因此成功說服日本隊主帥佐佐木則夫，得以第三次參加奧運會。

## 軼事
- 丸山是AKB48的大粉絲，曾在2011年女足世界杯八強入球後以至凱旋回國後數度模仿其舞步動作。
- 個人最為仰慕的選手是三浦知良，於2011年獲得世界杯冠軍後丸山曾獲得其贈送的玫瑰花束。
- 2022年10月10日宣佈已懷孕6個月，預產期為2023年春季。

## 主要比賽經歷

### 日本代表
- 2002年釜山亞運會
- 2003年女子足球世界杯
- 2004年雅典奧運
- 2008年北京奧運
- 2011年女子足球世界杯
- 2012年倫敦奧運

## 外部連結
- 丸山桂里奈個人檔案（Horipro）
- 丸山桂里奈個人檔案（Sperenza FC大阪高槻）
- 丸山桂里奈 オフィシャルブログ 「マルカリトーレ」 Powered by Ameba（页面存档备份，存于）
- 丸山桂里奈的X（前Twitter）